# Резня в Очамчире (1992—1993)
Резня в Очамчире (абх. Очамчыра ауаашьра) — массовые убийства, произошедшие в г. Очамчира в период войны 1992—1993 годов. Массовые убийства и разрушения сильно повлияли на инфраструктуру города.
Абхазские СМИ обвиняют грузинских гвардейцев, перечисляя среди пострадавших в основном абхазов. Грузинские и международные СМИ и исследователи, а также грузинские политики заявляют в основном о грузинских жертвах. Перечисление жертв обеих сторон проводилось лишь в частном порядке и не имеет твёрдых задокументированных подтверждений.

## Примеры преступлений

### Предположительно совершённые абхазской стороной
Во время абхазского штурма в городе погибли 400 грузинских семей. Местных согнали на футбольный стадион Ахалдаба, разделив мужчин, женщин и детей отдельно. Мужчин расстреливали, женщин и детей насиловали и после убивали. По свидетельствам выживших грузин, абхазы в течение 25 дней удерживали в лагерях женщин и детей, постоянно насилуя и избивая. Более 50 грузинских военнопленных были казнены. Подобная резня повторилась ещё и в Кочаре, где проживало до войны 5340 человек. Около 235 человек погибли, свыше 1000 домов были разрушены.

### Предположительно совершённые грузинской стороной
Академик АН Абхазии Т. А. Ачугба приводил следующий список пострадавших:
- Нодар Ашуба — майор милиции, в сентябре был взят Охурейскими сванами в центре города и зверски убит — отрезаны уши, вырвано сердце, выбиты глаза.
- Даур Гогуа — начальник связи г. Ткуарчал, зверски замучен и убит сванами в селе Охурей.
- Беслан Тарба — 22 года, житель г. Очамчыра, зверски убит в селе Араду за то, что сказал, что он абхаз.
- Валерии Картава — житель г. Очамчыра, зверски убит гвардейцами.
- Гриша Макания и его жена — расстреляны гвардейцами у себя дома. Неделю не давали захоронить трупы.
- Володя Бигвава — пенсионер. Был расстрелян 15-летним палачом по кличке «Гаврош» на берегу моря.
- Тамара Какалия — домохозяйка. Застрелена в своем дворе бойцами «Мхедриони».
- Отар Турнанба — житель г. Очамчира, застрелен дома бойцами «Мхедриони».
- Юрий Пачулия — житель г. Очамчира, предприниматель, застрелен дома (в Очамчире жили несколько однофамильцев, носящих это имя).
- Валерий Халваш — водитель чаеразвесочной фабрики. Убит гвардейцами из числа местных жителей у себя дома.

- Убитые гвардейцами из команды «Бабу»:
  - Вова Чаабалурхва — убит у себя дома.
  - Римма Джобава — «красавица-абхазка», которую изнасиловали 8 гвардейцев на глазах у мужа, мегрела Гено Самушия, который пытался её защитить. У неё, ещё живой, отрезали ногу, а затем сожгли дом вместе с Гено и Риммой. Они же убили и сожгли вместе с домом их соседей Гварамия. Затем была вырезана и сожжена семья турок.
  - Буюк-оглы — хозяин, его мать Соня, сестра Валя.

Приведённые выше случаи заставили людей собраться с протестом у здания администрации, но никаких соответствующих мер не было принято. Убийства продолжились[когда?], были убиты и запытаны (список неполный):
- Валя Авидзба — рабочий Очамчырского маслоэкстракционного завода.
- Руслан Жиба — мастер-кафельщик, отец 4-х детей.
- Ибрагим Кифалба — плотник, абхаз.
- Камо Сарбекян — укладчик асфальта, армянин.
- Сократ Адлейба, Толик Хиба — абхазы.
- Шалико Амичба и его жена — оба пожилые люди, абхазы.
- Юрий Селим-оглы — капитан милиции, турок.

## Заявления
Согласно заявлению представителя Грузии при ООН П. Чехидзе, волна военных преступлений, начавшаяся в Очамчире 16 сентября 1993 года, к 1995 году так и не завершилась.

### Комментарии
1. ↑  По информации генерального прокурора Республики Абхазия А.М. Джеренгии на 1999 год